# Кучук-Егет
Кучу́к-Еге́т (крим. Küçük Eget) — хребет, розташований на південно-східному узбережжі Кримського півострова, неподалік від міста Феодосія.
Назва походить з кримськотатарської мови: küçük означає «малий», «невеликий», а eget — «яр» або «ущелина».
Поруч розташований хребет Біюк-Егет, що з кримськотатарської означає великий яр або ущелина. Таким чином дві споріднені назви хребтів, які знаходяться поруч.
Район мису Кучук-Егет має історію, яка пов'язана з античними цивілізаціями, що населяли Крим. У період середньовіччя ця територія входила до складу кількох держав, зокрема генуезьких колоній.
Найвища точка хребта має висоту 140 м над рівнем моря. 45°03′50″ пн. ш. 35°13′48″ сх. д. / 45.06399° пн. ш. 35.22996° сх. д.
Хребет повністю знаходиться на території села Журавки.